# Tumba (Belasica)
Tumba (grekiska: Τούμπα, bulgariska och makedonska: Тумба) är en bergstopp i Belasicabergen vid trelandspunkten mellan Bulgarien, Grekland och Nordmakedonien. Höjden är 1 880 meter över havet.